# Kärlek & Anarki
Kärlek & Anarki (Engels: Love & Anarchy) is een voor Netflix geproduceerde Zweedse televisieserie. De serie omvat twee seizoenen van elk acht afleveringen. De eerste aflevering verscheen op  4 november 2020. De hoofdrollen worden  vertolkt door Ida Engvoll, Björn Mosten en Björn Kjellmann.

## Verhaal
De serie draait om de ambtitieuze consultant Sofie, getrouwd en moeder van twee kinderen. Wanneer ze de opdracht krijgt de een ouderwetse uitgeverij te digitaliseren, verandert haar extreem geordende leven. 
Bij de uitgeverij ontmoet ze de jonge ICT’er Max. Uit een uitgelekte foto ontstaat een gewaagd spel waarbij Max en Sofie elkaar uitdagen om zaken bij de uitgeverij te ontregelen. Wat onschuldig begint wordt al gauw bittere ernst als de uitdagingen groter worden en deze verstrekkende gevolgen krijgen.